# Carter Motor & Manufacturing Company
Carter Motor & Manufacturing Company war ein US-amerikanischer Hersteller von Automobilen.

## Unternehmensgeschichte
J. O. Carter gründete 1915 das Unternehmen in Hannibal in Missouri. Er begann mit der Produktion von Automobilen. Der Markenname lautete im ersten Jahr Cartermobile. Der Erfolg am Markt blieb gering. Carter überarbeitete das Fahrzeug und brachte es Ende 1915 als Brownie erneut auf den Markt. Ende 1916 gab es Pläne, die Produktion nach Detroit zur Carter Manufacturing Company zu verlegen, die jedoch nicht mehr umgesetzt wurden. Noch 1916 endete die Produktion.

## Fahrzeuge

### Markenname Cartermobile
Das einzige Modell hatte einen Vierzylindermotor. Das Fahrgestell hatte 292 cm Radstand. Der Neupreis betrug 985 US-Dollar.

### Markenname Brownie
Es gab kaum Unterschiede. Der Radstand war auf 290 cm gekürzt worden. Der Motor leistete 23 PS. Der Preis war auf 735 Dollar gesenkt worden.